# Universitetsgatan, Helsingfors

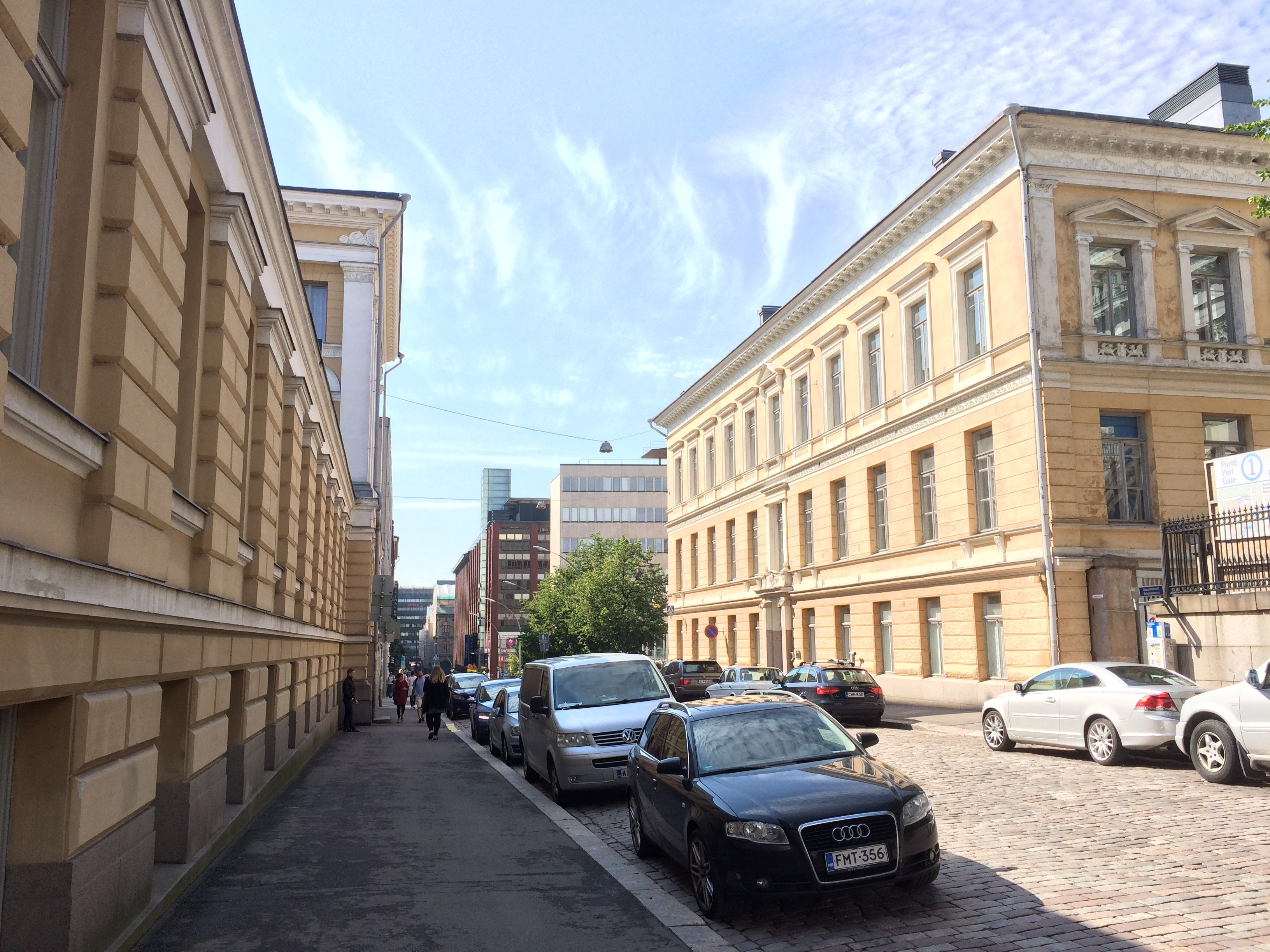
Universitetsgatan från Unionsgatans ände mot väster.

Universitetsgatan (finska: Yliopistonkatu) är en öst-västlig gata i Helsingfors centrum, i stadsdelen Gloet. Den leder från Unionsgatan i hörnet av Senatstorget till Mikaelsgatan. Den var tidigare en del av Regeringsgatan, som vid den tiden sträckte sig från Mariegatan till Mikaelsgatan och gjorde en liten krök vid Senatstorget. Den del av Regeringsgatan som låg väster om Unionsgatan fick 1995 namnet Universitetsgatan.
Längs Universitetsgatan finns flera av Helsingfors universitets byggnader. Dess östra del går mellan universitetets huvudbyggnad och Nationalbiblioteket, men båda har bara en sidodörr från gatan. Längs gatans mitt ligger Porthania och universitetets administrationsbyggnad mitt emot varandra. Längs gatans västra ände finns främst affärsbyggnader. I hörnet av Berggatan låg tidigare Heimolahuset, som revs i slutet av 1960-talet. Riksdagen sammanträdde där innan det nuvarande riksdagshuset stod färdigt.
Delen av Universitetsgatan vid Porthania är gågata.
Som en direkt förlängning av Universitetsgatan i väster finns en något smalare gågata, Ateneumgränden (finska: Ateneuminkuja), som går mellan Ateneum och Aikatalo från Mikaelsgatan till Centralgatan.